# Въоръжени сили на Мозамбик
Въоръжените отбранителни сили на Мозамбик включват Армия, Военноморско командване, Военновъздушни сили и Противовъздушна отбрана. Военната служба е задължителна и трае 2 години.